# Silsbee
Silsbee est une ville située dans le comté de Hardin au Texas, aux États-Unis. En 2010, sa population est de 6 611 habitants. La ville fait partie de l'agglomération de Beaumont-Port Arthur (en).

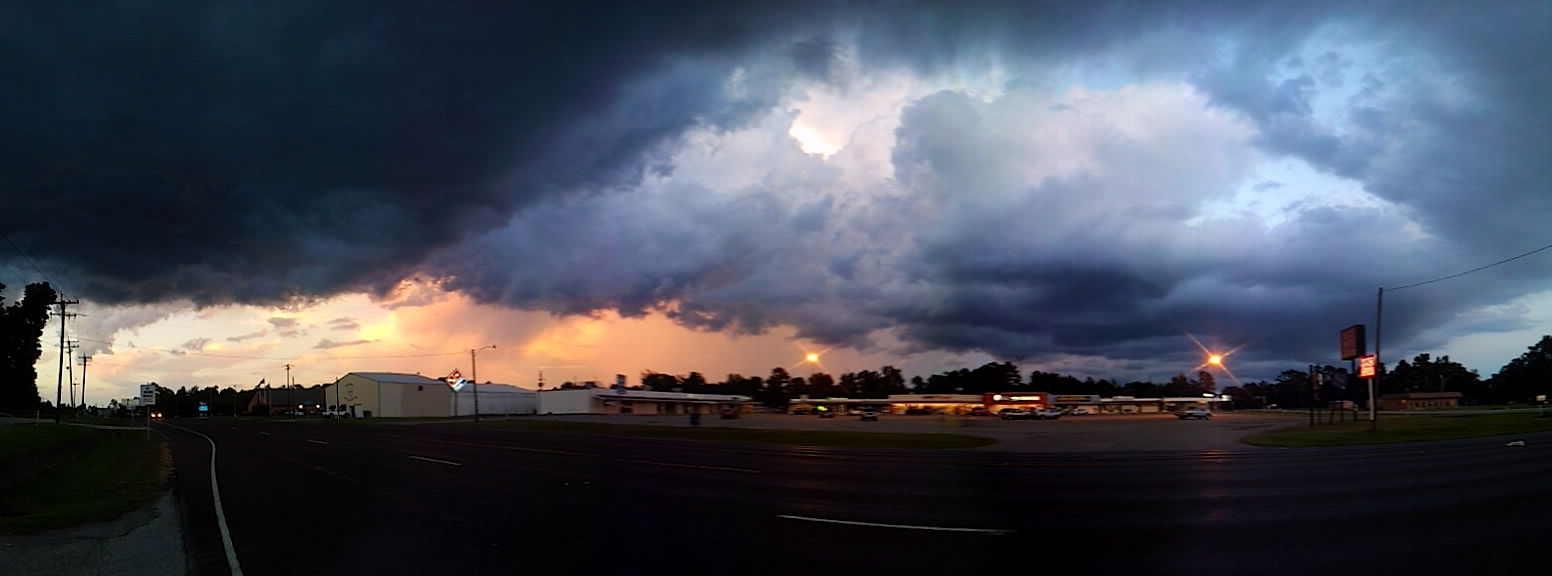
Vue panoramique de Silsbee la nuit

## Géographie
Silsbee se situe dans le Sud-Est des États-Unis, à l'est de l'État du Texas dans l'agglomération de Beaumont-Port Arthur, à 65 km de la frontière avec la Louisiane, à 150 km à l'est de Houston et à 35 km au nord de Beaumont. Silsbee possède le climat de l'est du Texas, c'est-à-dire un climat tropical avec des hivers doux et humides et des étés chauds et humides. 

## Démographie

### Composition de la population de Silsbee (en%)
| Ethnies                          | Silsbee | Texas | États-Unis |
| -------------------------------- | ------- | ----- | ---------- |
| Blancs                           | 65,8    | 70,4  | 72,4       |
| Autres                           | 1,4     | 10,5  | 6,2        |
| Afro-Américains                  | 30,3    | 11,9  | 12,6       |
| Asiatiques                       | 0,6     | 3,8   | 4,8        |
| Améridiens                       | 0,4     | 0,7   | 0,9        |
| Océaniens                        | 0,015   | 0,1   | 0,2        |
| Total                            | 100     | 100   | 100        |
| Hispaniques et Latino-Américains | 4       | 37,6  | 16,7       |

## Éducation
La ville de Silsbee possède cinq établissements scolaires appartenant à la Silsbee Independant School District, dont la John Kirby Elementary School, la Read-Turrentine Elementary School, la Edwards-Johnson Memorial Silsbee Middle School et la Silsbee High School.

## Personnalités liées à la ville
- Mark Henry, catcheur professionnel.
- Chloe Jones, mannequin de charme et actrice de films pornographiques.